# Leroy Shield
Leroy Shield (Waseca, 2 ottobre 1893 – Vero Beach, 9 gennaio 1962) è stato un compositore statunitense di colonne sonore.

## Biografia e carriera

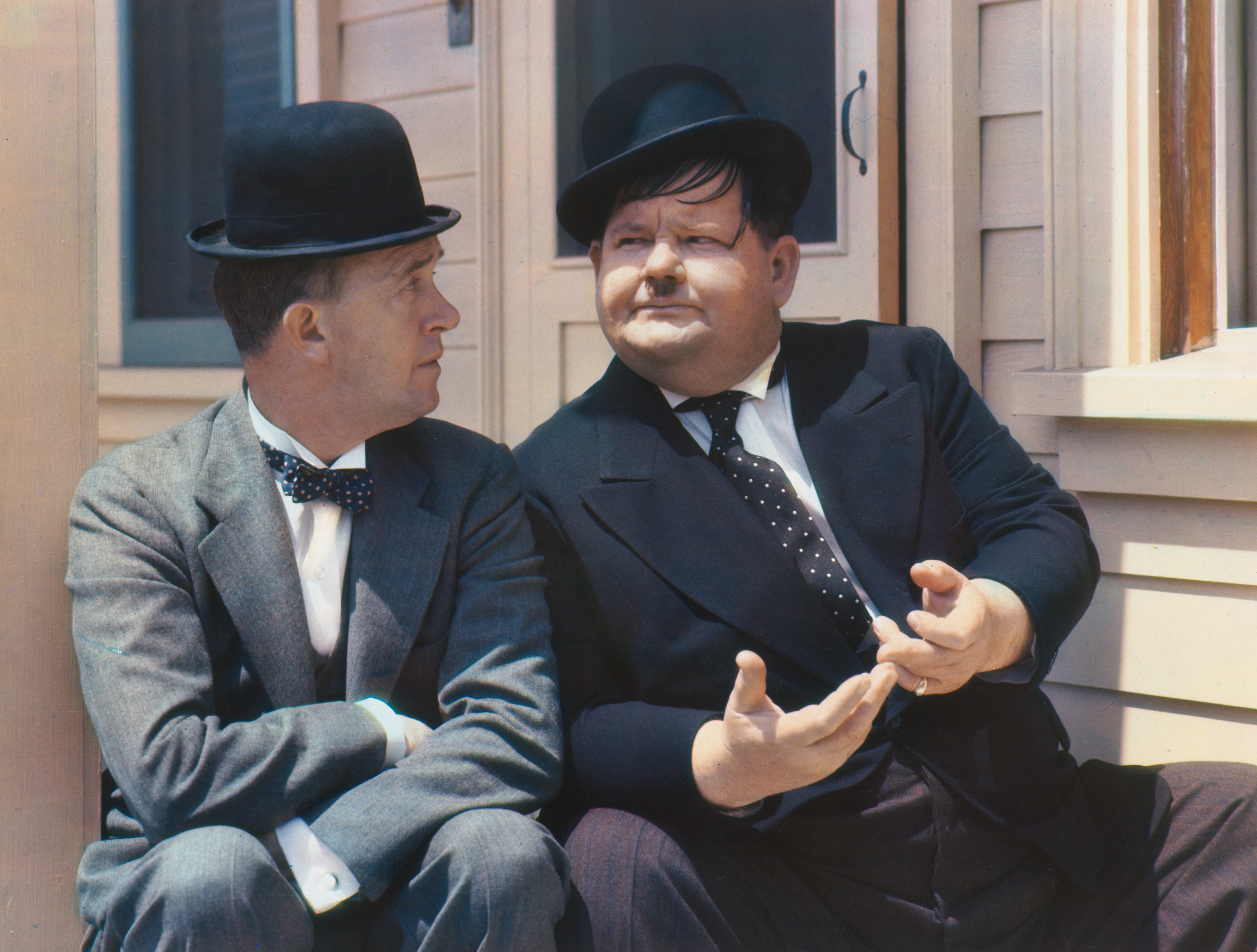
Stanlio & Ollio, duo comico protagonista di tante comiche e film dei quali Shield fu il compositore

Nato nel Minnesota, Shield inizialmente lavorò presso una radio locale, la RCA Victor, componendo pezzi per pianoforte e duetti vari. Nel 1922 iniziò a conoscere le prime star del cinema muto come Thelma Todd, Charley Chase e soprattutto le Simpatiche canaglie delle quali creerà il tema principale della serie. Ma il successo per Leroy Shield arrivò quando il produttore Hal Roach, creatore di molte serie cinematografiche e varie coppie comiche, gli propose di lavorare con Stan Laurel e Oliver Hardy, il famoso duo comico Stanlio e Ollio. Dal 1927, oltre a lavorare con Le simpatiche canaglie, Shield comporrà vari pezzi, temi e colonne sonore dei corti interpretati da Laurel & Hardy, fino al 1940, quando la coppia si separerà da Hal Roach, rompendo il contratto con la MGM. Nell'ambito del lavoro con Laurel e Hardy, Shield ebbe una stretta collaborazione con Marvin Hatley, anche lui compositore e inventore del divertente tema della coppia La canzone del cucù (The Cuckoo Song), introdotta per la prima volta nel film I ladroni (1930).
Dopo la rottura di Laurel e Hardy con la MGM, Shield continuò a comporre musiche per altri film, non ottenendo tuttavia più lo stesso successo del periodo con Stanlio e Ollio. Dopo aver lavorato per un breve periodo con Arturo Toscanini negli anni cinquanta, Leroy Shield, andato in pensione, morì nel 1962 a Verona Beach, in Florida.
Gran parte delle musiche composte per i film de Le simpatiche canaglie e di Stanlio e Ollio sono state incise su CD nei primi anni novanta dall'orchestra fondata dallo storico Piet Schreuders, i Beau Hunks, in onore del mediometraggio con Laurel e Hardy I due legionari (1931). Nel 2016 lo stesso storico, con l'aiuto del pianista e produttore discografico Alessandro Simonetto, ha riportato alla luce alcuni manoscritti e pubblicazioni originali per pianoforte di Leroy Shield, incisi in seguito nel CD AEVEA/OnClassical AE16024 Leroy Shield: The Laurel & Hardy Piano Music.

## Filmografia
- Bored of Education, regia di Gordon Douglas (1936)
- Avventura a Vallechiara o Noi e... la gonna (Swiss Miss), regia di John G. Blystone, Hal Roach (1938)